# Codex Vercellensis
El título Codex Vercellensis Evangeliorum hace referencia a dos códices manuscritos conservados en la biblioteca de la catedral de Vercelli, en la región de Piamonte, Italia.

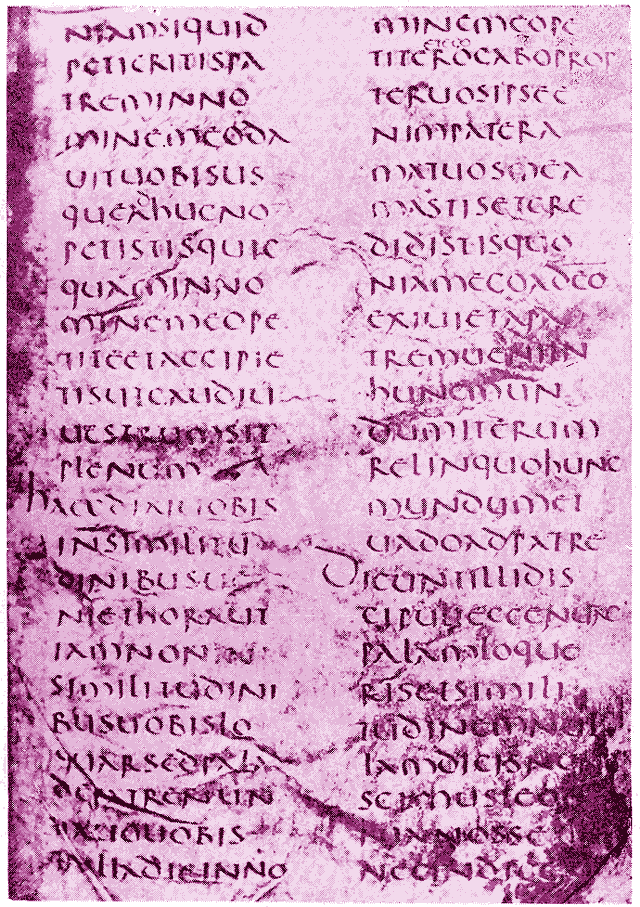
Juan 16:23-30 en el Codex Vercellensis

## Codex Vercellencis Vetus Latina
Se cree que el Codex Vercellensis Evangeliorum en latín antiguo (Vetus Latina), conservado en la biblioteca de la catedral, es el manuscrito más antiguo de los evangelios de su tipo. Su designación estándar es "Codex a" (o 3 en el sistema de numeración de Beuron). El orden de los evangelios en este Códice es Mateo, Juan, Lucas y Marcos, que también se encuentra en algunos otros manuscritos "occidentales" muy antiguos, como el Códice de Beza. En su texto de Mateo 3, antes del versículo 16, hay una afirmación de que de repente una luz brilló cuando Jesús fue bautizado (Et cum baptizaretur, lumen ingens circumfulsit de aqua, ita ut timerent omnes qui advenerant). Contiene los últimos doce versículos del Evangelio de Marcos, pero en una página de reemplazo. Las páginas finales originales después de Marcos 15:15 se perdieron, y la página de reemplazo se reanuda a mitad de la oración en 16:7 e incluye el texto hasta el final del versículo 20, pero en la versión Vulgata. Las consideraciones de espacio sugieren que es poco probable que las páginas originales, no existentes, incluyeran los versículos 9-20, pero este cálculo (realizado por Cuthbert Turner en 1928) depende de suposiciones no verificables de que sólo se han perdido cuatro páginas, que el escriba no se saltó ningún texto accidentalmente y que la persona que hizo la página de reemplazo tuvo acceso a la página faltante que reemplazó. Sin embargo, Turner no explicó por qué un escriba reemplazaría sólo una de las cuatro páginas. Es más probable que la página de reemplazo haya sido eliminada de otro manuscrito a que se haya hecho para insertarla en el Codex Vercellensis. El texto del Codex Vercellensis está relacionado con el texto del Codex Corbeiensis II (ff2), otra copia en latín antiguo (en el que se incluye Marcos 16:9-20).
Según una antigua tradición, este códice fue escrito bajo la dirección del obispo Eusebio de Vercelli, lo que lo fecharía a finales del siglo IV.
Contiene el Aparato Eutaliano y los Hechos de Pedro.
Fue restaurado y estabilizado a principios del siglo XX. Habiendo sido utilizado para prestar juramentos en la Alta Edad Media, gran parte del manuscrito es difícil de leer o incluso se encuentra destruido, por lo que con frecuencia se depende de los editores anteriores para conocer su texto.

## Detalles del texto
En Mateo 27:9 en la frase se cumplió lo dicho por el profeta Jeremías, el Códice omite la palabra Jeremías (Ieremías), al igual que en los manuscritos Codex Beratinus, Minúscula 33, Códice Veronensis (b) en latín antiguo, syrs, syrp y copbo.
En Lucas 23:34 omite las palabras: "Y Jesús dijo: Padre, perdónalos, no saben lo que hacen". Esta omisión está respaldada por los manuscritos Papiro 75, Sinaiticusa, B, D*, W, Θ, 0124, 1241, Codex Bezaelat, syrs, copsa y copbo.
También tiene varias omisiones de las llamadas no interpolaciones occidentales.